# Robert Gellately
Robert Gellately (St. John's, 1943) is een Canadees historicus.
Robert Gellately studeerde Russische en Duitse geschiedenis aan de Memorial University of Newfoundland. Hij promoveerde in 1974 aan de London School of Economics and Political Science. Vanaf 2003 is hij hoogleraar bij de Florida State University. 

## Onderzoek en publicaties
Het eerste boek van Gellately was The Politics of Economic Despair: Shopkeepers in German Politics, 1890-1914 (Uitgegeven in Londen in 1974). In 1990 publiceerde hij er The Gestapo and German Society: Enforcing Racial Policy, 1933-1945 (Oxford University Press). Een Duitse vertaling van dit boek verscheen in 1993.
In 2001 schreef hij Backing Hitler: Consent and Coercion in Nazi Germany, 1933-1945 (Oxford University). De Nederlandse titel is Pal achter Hitler. Dit boek is in vele talen vertaald en werd zo populair dat het werd gekozen voor boekenclubs in de Verenigde Staten en in Groot-Brittannië. In dit boek presenteert Gellately historisch onderzoek naar de daders en de oorzaak van de Holocaust. Uit zijn onderzoek is gebleken dat het vernietigingsprogram van de nazi's bij de Duitse bevolking ruimschoots bekend was in de Tweede Wereldoorlog. Over moordpartijen op Joden, homoseksuelen en zigeuners werd vrij open in de media geschreven en gesproken. De achteraf gehuldigde gedachte dat grote delen van de Duitse bevolking nergens van geweten zou hebben is in flagrante strijd met de feiten. Ook hielpen veel gewone Duitsers actief mee met het uitroeien van Joden. 
In 2005 werkte Gellately aan een vergelijkende studie van Hitler en Stalin.